# Oxymoron (album)
Oxymoron è il terzo album in studio (il primo per una major) del rapper statunitense Schoolboy Q, pubblicato nel febbraio 2014.

## Tracce
1. Gangsta – 3:51
2. Los Awesome (featuring Jay Rock) – 4:12
3. Collard Greens (featuring Kendrick Lamar) – 4:59
4. What They Want (featuring 2 Chainz) – 4:27
5. Hoover Street – 6:36
6. Studio (featuring BJ the Chicago Kid) – 4:38
7. Prescription/Oxymoron – 7:09
8. The Purge (featuring Tyler, the Creator & Kurupt) – 4:54
9. Blind Threats (featuring Raekwon) – 4:29
10. Hell of a Night – 4:32
11. Break the Bank – 5:54
12. Man of the Year – 3:36

## Classifiche
| Classifica (2014) | Posizione massima |
| ----------------- | ----------------- |
| Stati Uniti       | 1                 |